# Сухие Прудки
Сухие Прудки — деревня в Арбажском районе Кировской области. 

## География
Находится на расстоянии примерно 17 километров по прямой на северо-запад от районного центра поселка Арбаж.

## История
Известна с 1802 года как починок Сухих Прутков или Макавеевы с населением 7 душ мужского пола. В 1905 году учтено было дворов 31 и жителей 186, в 1926 39 и 253, в 1950 57 и 211, в 1989 году проживало 132 человека. Настоящее название утвердилось с 1939 года. До января 2021 года входила в Верхотульское сельское поселение до его упразднения.

## Население
Постоянное население составляло 77 человек (русские 99%) в 2002 году, 52 в 2010.